# 110 av. J.-C.
Cette page concerne l'année 110 av. J.-C. du calendrier julien proleptique.

## Événements
- 25 septembre 111 av. J.-C. (1er janvier 644 du calendrier romain) : début à Rome du consulat de  Spurius Postumius Albinus et Marcus Minucius Rufus[1].
  - Le consul Minucius Rufus est envoyé combattre les Scordisques en Macédoine[2].
  - Massiva, un cousin de Jugurtha, soutenu par le parti populaire et le consul Spurius Postumius Albinus, réclame auprès du Sénat la couronne de Numidie. Il est assassiné. Les soupçons se portent sur Jugurtha et le Sénat lui ordonne de quitter la ville. Il lance avant de partir : « Ville à vendre ! Tu périras si tu trouves quelqu’un pour t’acheter »[3].

- Vers 110 av. J.-C. : début du règne de Bocchus, roi de Maurétanie (fin en 80 av. J.-C.)[4].
- Vers 110/109 av. J.-C. : Alexandre, gouverneur de Chypre, expulse temporairement son frère Ptolémée IX du trône d'Égypte et prend sa place comme Ptolémée X Alexandre (fin au printemps 108 av. J.-C.)[5].

## Naissances
- Philodème de Gadara, philosophe (date approximative)
- Geminos de Rhodes, mathématicien (date approximative)

## Décès
- Cornélie, épouse de Gracchus (163 av. J.-C.), fille de Scipion l'Africain et mère des Gracques (née en 189 av. J.-C.).
- Panétios de Rhodes, philosophe stoïcien (né à Rhodes en 170 av. J.-C.).